# 芒东镇
芒东镇（德宏傣语：ᥛᥣᥢᥲ ᥖᥨᥒ），是中华人民共和国云南省德宏傣族景颇族自治州梁河县下辖的一个乡镇级行政单位。当地主要民族为汉族、傣族、景颇族、阿昌族、傈僳族，产业以种植甘蔗、烤烟、水稻、玉米、蔬菜、茶叶为特点。

## 历史沿革
当地古名骠赕（傣语称勐亨，是指当地亨人居住的地方）。唐贞元十年（794年），又名萝必丝庄，元为萝必甸。至元十三年（1276年），属平缅路。至元二十六年（1289年），属南甸路。清朝咸丰年间，曾设东山隘。光绪十二年（1887年），设萝卜坝上塘、下塘。民国年间，为蛮东（今芒东）。1952年，设为梁河县第三区。1958年，划归潞西县宏光公社。1959年，划入腾冲县。1961年，恢复梁河县，设芒东区。1969年，改称卫东公社。1971年，改为芒东公社。1984年，复称芒东区。1988年，改为芒东乡。
2002年月8日，云南省人民政府批准梁河县勐养、芒东两乡撤乡设镇，设立勐养镇和芒东镇。2005年11月，梁河县实施撤并乡镇工作，杞木寨乡被撤销，分别并入芒东镇和遮岛镇。

## 地理气候
芒东镇气候属于亚热带季风气候，四季分明，干湿季节明显，平均气温13.3℃，年降雨量1242mm-1490mm，平均海拔1600m，地形以山区丘陵、河谷为主，森林面积123292亩，覆盖率32.84%，有多种经济林木。其中有野生种古茶树，主要分布在芒东乡小寨子村。

## 行政区划
芒东镇下辖以下地区：
芒东村、邦别村、罗岗村、翁冷村、那勐村、户那村、笋子洼村、洒坞村、清平村、小寨子村、杞木寨村、湾中村和平坝村。

## 教育文化
当地有梁河县芒东中学（又称芒东民族中学），始建于1973年9月，位于芒东镇西北角。1998年8月以前是一所初具规模的农村完全中学，1998年9月，高中并入县一中后为农村初级中学。芒东镇鸡头坡、那勐村、新寨村、邦别村有武术世家，当地人通常在栽插完秧后的农历八月、九月、十月和收割完后的十二月、一月、二月进行习武活动，主要的拳种为洪拳。
芒东镇大树寨村南，有民国初年建造的寺庙保安寺。1933年2月，返新为土木结构瓦屋，属上座部佛教。1996年6月19日，梁河县人民政府认定其为第一批县级重点文物保护单位。
当地有邦别温泉，以地处邦别村为名，属于硫磺泉。